# Златен храм
Вижте пояснителната страница за други значения на Златният храм.
Златният храм (на пенджабски: ਹਰਿਮੰਦਰ ਸਾਹਿਬ, Хармандир сахиб или ਦਰਬਾਰ ਸਾਹਿਬ, Дарбар сахиб) е най-важното свещено място за сикхите. Намира се в град Амритсар, който е основан от гуру Рам Дас, четвъртият гуру на сикхите. Град Амритсар е също наричан „Гуру ги нагри“, което означава „градът на сикхския гуру“.
Храмът е построен около изкуствен басейн, построен от гуру Рам Дас през 1577 г. Той е многократно препострояван от сикхите, след като се превръща в мишена на преследвания и е унищожаван от афганистанската и моголската армии. Така например, армията на Ахмад Шах Дурани го разрушава през 1757 г. и отново през 1762 г. и напълва басейна му с боклуци и кръв от крави. Махараджа Ранджит Сингх, основател на Сикхската империя, го възстановява от мрамор и мед през 1809 г. и позлатява светилището през 1830 г. Именно на това се дължи наименованието „Златен храм“.
От 1883 г. до 1920-те години храмът е център на движението Сингх Сабха, а в периода 1947 – 1966 г. е център на движението Пунджаби Суба. В началото на 1980-те години е обект на конфликт между индийското правителство на Индира Ганди, някои сикхски групировки и сепаратисткото движение на Джарнел Синг Пиндранвале, който цели създаването на нова нация, наречена Халистан. През 1984 г. Индира Ганди изпраща индийската армия срещу храма като част от операция „Синя звезда“, което довежда до смъртта на над хиляда сикхски войници и цивилни и причинява множество имуществени щети. Храмовият комплекс е възстановен отново след това.
Златният храм е отворен за преклонение за мъже и жени от всички вероизповедания. Има площад с четири входа и обиколна пътека около басейна, часовникова кула, офиси, музей и лангар – безплатна кухня в сикхската общност, която сервира обикновена вегетарианска храна за всички посетители без дискриминация. Над 100 000 души посещават храма за преклонение ежедневно. Комплексът е предложен за включване в списъка на световното културно и природно наследство на ЮНЕСКО.